# Quận của tỉnh Nord
6 quận của tỉnh Nord gồm:
1. Quận Avesnes-sur-Helpe, (quận lỵ: Avesnes-sur-Helpe) với 12 tổng và 151 xã. Dân số của quận này là 245.460 người năm 1990, 238.466 người năm 1999, tăng trưởng dân số là 2.85%.
2. Quận Cambrai, (quận lỵ: Cambrai) với 7 tổng và 116 xã. Dân số của quận này là 162.162 người năm 1990, và 158.845 người năm 1999, tăng trưởng dân số là 2.05%.
3. Quận Douai, (quận lỵ: Douai) với 7 tổng và 64 xã. Dân số của quận này là 247.015 người năm 1990, và 246.987 người năm 1999, tăng trưởng dân số là 0.01%.
4. Quận Dunkerque, (quận lỵ: Dunkerque) với 16 tổng và 115 xã. Dân số của quận này là 375.073 người năm 1990, và 379.702 người năm 1999, tăng trưởng dân số là 1.23%.
5. Quận Lille, (tỉnh lỵ của tỉnh Nord: Lille) với 28 tổng và 124 xã. Dân số của quận này là 1.152.883 người năm 1990, và 1.182.026 người năm 1999, tăng trưởng dân số là 2.53%.
6. Quận Valenciennes, (quận lỵ: Valenciennes) với 9 tổng và 82 xã. Dân số của quận này là 349.262 người năm 1990, và 348.994 người năm 1999, tăng trưởng dân số là 0.08%.